# Sepedonium chalcipori
Sepedonium chalcipori är en svampart som beskrevs av Helfer 1991. Sepedonium chalcipori ingår i släktet Sepedonium och familjen Hypocreaceae.   Inga underarter finns listade i Catalogue of Life.